# Onegai Kanaete Versailles
Onegai Kanaete Versailles (おねがいかなえてヴェルサイユ onegai kanaete verusaiyu?), fue una serie de televisión protagonizada por la actriz Rina Koike y los miembros de la banda Versailles, transmitida por las cadenas MBS y TV Kanagawa entre el 17 de enero y el 28 de marzo de 2011.

## Argumento
Cinco príncipes se aparecen ante Rina Fukurokoujo, una chica pobre de corazón puro, para cumplir sus deseos sin importar la magnitud de estos.

## Capítulos
| Episodio | Título                                                                | Fechas de emisión (2011) | Fechas de emisión (2011) |
| Episodio | Título                                                                | MBS                      | TVK                      |
| -------- | --------------------------------------------------------------------- | ------------------------ | ------------------------ |
| 1        | «akachan ayashi te! verusaiyu!» (赤ちゃんあやして！ヴェルサイユ！?)   | 17 de enero              | 21 de enero              |
| 2        | «shinshun kourei! verusaiyu!» (新春恒例！ヴェルサイユ！?)             | 24 de enero              | 28 de enero              |
| 3        | «koutsuu ryou shirabe te! verusaiyu!» (交通量調べて！ヴェルサイユ！?) | 31 de enero              | 4 de febrero             |
| 4        | «honjitsu kaiten! verusai yu!» (本日開店！ヴェルサイ湯！?)            | 7 de febrero             | 11 de febrero            |
| 5        | «UFO mise te! verusaiyu!» (UFO見せて！ヴェルサイユ！?)                | 14 de febrero            | 18 de febrero            |
| 6        | «gyaku agari oshie te! verusaiyu!» (逆上がり教えて！ヴェルサイユ！?)  | 21 de febrero            | 25 de febrero            |
| 7        | «kane ga naru naru! verusaiyu!» (鐘がなるなる！ヴェルサイユ！?)       | 28 de febrero            | 4 de marzo               |
| 8        | «ga yaba iyo! verusaiyu!» (圧がヤバいよ！ヴェルサイユ！?)             | 7 de marzo               | 11 de marzo              |
| 9        | «asa ga hayai yo! verusaiyu!» (朝が早いよ！ヴェルサイユ！?)           | 21 de marzo              | 18 de marzo              |
| 10       | «nakayoku shi te yo! verusaiyu!» (仲良くしてよ！ヴェルサイユ！?)      | 28 de marzo              | 25 de marzo              |

## Difusión
| Área de radiodifusión         | Estación de televisión       | Emisión                            | Horario de emisión (Hora local) |
| ----------------------------- | ---------------------------- | ---------------------------------- | ------------------------------- |
| Región Metropolitana de Kinki | Mainichi Broadcasting System | 17 de enero al 18 de marzo de 2011 | Martes, 2:20                    |
| Prefectura de Kanagawa        | TV Kanagawa                  | 21 de enero al 25 de marzo de 2011 | Sábado, 0:30                    |

## DVD
El 6 de julio fue lanzado un DVD de la serie en dos versiones distintas, una limitada para coleccionistas que incluía los diez episodios, un folleto de lujo de 24 páginas en una caja especial, un disco adicional con dos capítulos inéditos, un final alternativo, un making of y una edición con comentarios de los miembros de Versailles y Rina Koike, entre otros. La edición regular contenía los diez episodios, dos episodios inéditos y los comentarios de los protagonistas.
Alcanzó el número 84 en el ranking del Oricon Style DVD Weekly Chart y se mantuvo en la lista durante una semana.